# August Kundt
August Kundt (Schwerin, 18. studenog 1839. – Israelsdorf, 21. svibnja 1894.), njemački fizičar. Doktorirao (1864.) na Sveučilištu u Berlinu, bio profesor u Zürichu, Würzburgu, Strasbourgu i Berlinu. Najvažniji su mu radovi iz akustike i znanosti o toplini. Izumio način kako se s pomoću figura (Kundtove figure) što ih načini prašina ili fina piljevina u zatvorenoj staklenoj cijevi (Kundtova cijev), kada se na nju prenesu zvučni titraji, može odrediti brzina širenja zvuka u čvrstim tijelima i plinovima, kao i specifični toplinski kapacitet plinova. Određivao specifične toplinske kapacitete plinova, dokazao da su živine pare jednoatomne, ispitivao polarizaciju svjetlosti u feromagnetičnim materijalima (Kundtov učinak ili Kundtov efekt) i drugo.

## Kundtova cijev
Akustične stojne valove koje proizvodimo kod svih muzičkih instrumenata možemo učiniti vidljivim pomoću Kundtove cijevi. To je staklena cijev zatvorena na objema krajevima čepovima, a na jednom čepu je pričvršćen stakleni štap. Ako stakleni štap trljamo mokrom krpom, nastat će longitudinalno titranje štapa pa ćemo čuti visoki ton. Ti se valovi prenose na zrak ili na neki drugi plin u cijevi i nastaje stojni val zbog refleksije (odbijanja zvučnih valova) na gornjem čepu. Pri tom razmak čepova mora biti takav da uz gornji čep nastaje čvor, a uz donji, na kojem je pričvršćen štap. Stavimo li u cijev sitnu prašinu, ona će se skupljati u čvorovima, a u trbusima razrijediti. Kako je razmak između čvorova pola valne duljine λ/2, lako možemo izračunati frekvenciju f zvuka koga proizvodi stakleni štap, i to prema izrazu:
{\displaystyle v=f\cdot \lambda }
gdje je: v - brzina zvuka u plinu koji je u cijevi, af - frekvencija. 
Želimo li izračunati brzinu zvuka u nekom plinu, stavimo ga u tu cijev umjesto zraka. Frekvencija staklenog štapa je ista kao i prije, samo je valna duljina u plinu druga. Poznajemo li brzinu zvuka u zraku, i izmjerimo valnu duljinu u zraku i plinu, onda se brzina zvuka u plinu izračuna iz razmjera:
{\displaystyle {\frac {v}{v_{1}}}={\frac {\lambda }{\lambda _{1}}}}